# Solid Edge
Solid Edge es un programa parametrizado de diseño asistido por computadora (CAD) de piezas tridimensionales 3D. Permite el modelado de piezas de distintos materiales, doblado de chapas, ensamblaje de conjuntos, soldadura, funciones de dibujo en plano para ingenieros, diseñadores y proyectistas.
Solid Edge es un programa propiedad y desarrollado por SIEMENS, aunque SIEMENS no realiza la venta directa sino a través de un distribuidor autorizado que se encarga del asesoramiento, implantación y formación.  

## Historia
Presentado en 1996, inicialmente fue desarrollado por Intergraph como uno de los primeros entornos basados en CAD para Windows NT, ahora pertenece y es desarrollado por Siemens AG. Su kernel de modelado geométrico era originalmente ACIS, pero fue cambiado a Parasolid, el núcleo Parasolid es desarrollado actualmente por Siemens PLM software y es usado ampliamente como el motor geométrico de otras herramientas CADs (SolidWorks, IronCAD, MoldFlow, etc.). Recientemente adquirido por Siemens AG está empezando a formar parte de todas sus plantas de producción e ingeniería.

## Características
- El diseño por modelado tradicional que se puede realizar también con la mayoría de programas de diseño CAD
- El diseño con la tecnología Síncrona en inglés (Synchronous Technology) desarrollada por SIEMENS y que consiste en poder diseñar y modificar sin árbol de operaciones, por lo que es el sistema quien decide los parámetros a modificar. Esto puede significar una limitación, pues no siempre resulta lo esperado, ni supone la forma más natural e intuitiva en comparación al resto de programas de diseño.

Solid Edge aumenta su porfolio de soluciones:
Solid Edge CAM Pro: Es una solución para la programación de máquinas herramienta, desde una programación NS para máquinas de 2 ejes hasta 5 ejes, de alta velocidad y multi-eje, lo que permite abordar todo tipo de requisitos de máquinas CNC. Solid Edge CAM Pro se puede integrar sin ningún problema con Solid Edge para el diseño mecánico, ofreciendo una solución escalable e integrable.

## Herramientas más destacadas
- Diseño generativo: Optimización topológica dentro de sus herramientas de modelado 3D, ayudando a los diseñadores a idear componentes más ligeros, minimizando el uso de material innecesario y creando diseños altamente personalizados capaces de aprovechar las nuevas tecnologías de impresión 3D.
- Ingeniería inversa: Muchos equipos diseñan productos que utilizan componentes importados de otros sistemas CAD. Con el rápido crecimiento de los escáneres 3D de alta resolución, incluso las piezas de histórico diseñadas en las antiguas mesas de dibujo pueden representarse y modificarse digitalmente para adaptarse a los diseños contemporáneos sin una reconstrucción completa.
- Migración inteligente de archivos 3D: Podrás importar archivos de otros programas CAD 3D sin perder las propiedades asociadas como propiedades personalizadas, materiales, configuraciones, asociaciones, características del ensamble, características del orificio, etc.
- Documentación técnica: Permite generar instrucciones de trabajo 3D, catálogos ilustrados de los diseños, documentación de montaje y mantenimiento, y manuales de producto. Se actualiza toda la documentación generada de forma automática cuando se cambia el modelo 3D, evitando que la documentación quede obsoleta.
- Simulación CFD: Herramienta de análisis de dinámica de fluidos computacional (CFD) integrada e intuitiva que proporciona a los diseñadores información valiosa sobre el comportamiento del producto desde el inicio del ciclo de diseño.
- Fabricación en Impresoras 3D: Ofrece una interfaz de impresión 3D dedicada que incluye una vista previa dinámica con la información topológica asociada, totalmente integrada con las instalaciones de Microsoft 3D Builder. Permite establecer tolerancias, escala o reorientar el modelo y validarlo para evitar errores antes de exportar un resultado STL o 3MF.
- Catchbook: Sirve para crear diseños 3D a partir de bocetos realizados en Teléfonos inteligentes y Tabletas.
- Incluye un potente PDM con el cual se puede: Gestionar, organizar y administrar los proyectos y datos de diseño de producto entre departamentos, además de poder realizar búsquedas instantáneas, obtener diferentes informes y análisis y reducir el tiempo de lanzamiento de producto (time to market).

## Solid Edge 2021
Requerimientos para la instalación de Solid Edge 2021:
- Windows 10 (64-bit) o superior
- 4 GB de RAM (16 GB recomendados)
- 5 GB de espacio de disco libre (20 GB recomendados)
- Tarjeta gráfica con soporte a DirectX 11
- Licencia de Solid Edge